# IO.SYS
IO.SYS는 MS-DOS와 윈도우 9x 계열의 운영체제에서 없어서는 안 되는 부분이다. 기본 MS-DOS 장치 드라이버 (하드웨어 인터페이스 방식)와 도스 초기화 프로그램을 포함하고 있다. 기본적으로 이 파일은 시동할 수 있는 드라이브의 루트에 위치해 있으며 (보통 C:\), 특성이 숨김, 읽기 전용, 시스템 파일로 설정이 되어 있다.
개인용 컴퓨터의 시동 순서에서, 시동 디스크의 첫 섹터는 메모리로 불러들이고 실행된다. 도스 시동 섹터에 있으면, IO.SYS의 첫 3 개의 섹터를 메모리로 불러들인 뒤 제어권을 IO.SYS에 전송한다. IO.SYS는 그러므로 다음과 같은 작업을 한다:
1. 남은 부분을 메모리 안으로 불러들인다.
2. 각 기본 장치 드라이버를 콘솔, 디스크, 직렬 포트 등 안에서 순서대로 초기화한다. 이 점에서 기본 장치들을 사용할 수 있게 된다.
3. 도스 커널을 불러들이고 그것의 초기화 방식을 호출한다. 커널은 MS-DOS의  MSDOS.SYS와 윈도 9x의 IO.SYS에 저장되어 있다. 여기서 "일반" 파일 접근을 사용할 수 있다.
4. 윈도 9x와 더불어 MSDOS.SYS 파일을 처리한다.
5. MS-DOS 2.0 이후와 윈도 9x에서 CONFIG.SYS를 처리한다.
6. COMMAND.COM을 불러들인다. (다른 운영 체제 셸이 지정되어 있으면 이것도 불러들인다)
7. 윈도 9x에서는 부트스플래시를 보여 준다. Logo.sys가 존재하면, 이것이 부트스플래시로 사용된다. 이 파일이 없으면 IO.SYS 안에 있는 부트스플래시가 사용된다. (부트스플래시는 시동시 띄우는 로고의 그림)

DR DOS와 다른 일부 도스 운영 체제들은 IO.SYS을 사용하지 않고 IBMBIO.COM 파일을 사용한다.

## 같이 보기
- MSDOS.SYS